# تپه عربان ۲
تپه عربان ۲ مربوط به عصر آهن دو I - سدهٔ ۶ و ۷ ه.ق است و در شهرستان دورود، بخش سیلاخور، دهستان چالانچولان، ۴۰۰ متری جنوب روستای عربان واقع شده و این اثر در تاریخ ۲۳ بهمن ۱۳۸۵ با شمارهٔ ثبت ۱۷۲۰۳ به‌عنوان یکی از آثار ملی ایران به ثبت رسیده است.